# Edir Macedo
Edir Macedo (ur. 18 lutego 1945 w Rio das Flores) – brazylijski pastor neopentekostalny, właściciel drugiej co do wielkości sieci telewizyjnej w Brazylii pn. Rede Record, autor książek. Według Forbesa jest najbogatszym pastorem w Brazylii, a jego majątek wynosi około 1 miliarda dolarów amerykańskich .

## Życiorys
Urodził się w 1945 roku jako jedno z siedmiu dzieci w rodzinie katolickiej. Niedługo po urodzinach jego ojciec osiedlił się w Rio de Janeiro. Według brazylijskich standardów jego rodzice nie byli ubodzy, niemniej w ich domu nie było telewizora, ani lodówki. W wieku 16 lat zaczął pracować. W wieku 18 lat był na ewangelizacji kanadyjskiego kaznodziei zielonoświątkowego . W 1977 roku założył Uniwersalny Kościół Królestwa Bożego.
Należy do najbardziej kontrowersyjnych brazylijskich przywódców religijnych. Odrzucił wszelkie formy purytanizmu charakterystyczne dla brazylijskiego pentekostalizmu pierwszej fali, nawołuje swoich wiernych do ofiarności na rzecz Kościoła, krytykuje teologię w każdej postaci. Zarzuca się mu, że się wzbogacił kosztem swoich wiernych, że prowadzi swój Kościół na wzór firmy, a jego działalność przypomina działalność gospodarczą. Gromadzi wielkie tłumy na stadionach. W 1992 został aresztowany za nielegalne operacje finansowe i spędził wtedy 11 dni w areszcie. Protestanci zarzucają mu, że zniesławia wszystkich protestantów w Brazylii i działa na ich szkodę.

## Twórczość autorska
Jest autorem kilkudziesięciu książek o charakterze religijnym, które sprzedały się w ponad 10 milionach egzemplarzy. Książka Nos Passos de Jesus (2003) została sprzedana w nakładzie ponad 3 milionów egzemplarzy. Książka Orixás, Caboclos e Guias: Deuses ou Demônios? sprzedana została w nakładzie ponad 3 milionów egzemplarzy i zajmuje pierwsze miejsce wśród najlepiej sprzedających się ewangelikalnych książek w Brazylii. Książka ta zniesławia afro-brazylijskie kulty Umbanda, Candomblé, Quimbanda oraz spirytyzm i stała się przedmiotem kontrowersji. W 2005 roku brazylijski wymiar sprawiedliwości zabronił dystrybucji książki ze względu na sfanatyzowany opis afro-brazylijskich kultów. Później jednak Trybunał Federalny zniósł ten zakaz ze względu na wolność słowa gwarantowaną przez piąty artykuł konstytucji.

## Wybrane publikacje
- Orixás, Caboclos e Guias: Deuses ou Demônios? (1995) ISBN 978-85-7140-536-3
- O Caráter de Deus (1997) ISBN 978-85-7140-161-7
- Somos todos filhos de Deus? (1997) ISBN 978-85-7140-490-8
- Estudos Bíblicos (1999) ISBN 85-7140-354-6
- Mensagens que Edificam (Volume 1) (2000) ISBN 85-7140-385-6
- As Obras da Carne e os Frutos do Espírito (2001) ISBN 85-7140-163-2
- O avivamento do Espírito de Deus (2002) ISBN 978-85-7140-162-4
- Nos Passos de Jesus (2003) ISBN 978-85-7140-500-4
- Mensagens que Edificam (Volume 2) (2004) ISBN 85-7140-380-5
- O Espírito Santo (2007) ISBN 978-85-7140-334-5
- O Bispo - A História Revelada de Edir Macedo (2007) ISBN 978-85-7635-265-5
- Aliança com Deus (2007) ISBN 978-85-7140-350-5
- Como Fazer A Obra de Deus (2011) ISBN 978-85-7140-642-1
- Novo Nascimento (2012) ISBN 9788571404507
- Nada a Perder (2012) ISBN 978-85-7665-893-1
- Mensagens do Meu Blog (2013) ISBN 978-85-7140-565-3
- Jejum de Daniel (2013) ISBN 978-85-7140-685-8
- Fé Racional (2013) ISBN 978-85-7140-567-7
- A Excelência da Sabedoria (2013) ISBN 978-85-7140-498-4
- A Voz da Fé (2013) ISBN 978-85-7140-544-8
- Nada a Perder 2 (2013) ISBN 85-422-0139-6
- O Despertar da Fé (2013) ISBN 978-85-7140-223-2
- O Perfil da Família de Deus (2013) ISBN 978-85-7140-160-0
- O Perfil da Mulher de Deus (2013) ISBN 978-85-7140-159-4
- O Perfil do Homem de Deus (2013) ISBN 978-85-7140-157-0
- Nada a Perder 3 (2014) ISBN 978-85-422-0414-8